# Jules Silvère Brunet
Pour les articles homonymes, voir Brunet.
Jules Silvère Brunet, né le 29 avril 1872 à Bordeaux (Gironde) et mort le 22 juillet 1962 à Ribérac (Dordogne), est un homme politique français.

## Biographie
Représentant de commerce, il est maire de Ribérac, conseiller d'arrondissement puis conseiller général. Il est député de la Dordogne de 1910 à 1924, inscrit au groupe des Républicains de gauche. Il est secrétaire de la Chambre de 1917 à 1919.

## Sources
- « Jules Silvère Brunet », dans le Dictionnaire des parlementaires français (1889-1940), sous la direction de Jean Jolly, PUF, 1960 [détail de l’édition]